# Памен Тчато, Жозе-Диана
Жозе-Диана Паме́н Тчато́ (род. 11 марта 2002, Москва) — российская футболистка, защитница клуба «Звезда-2005». Выступала за сборную России.

## Клубная карьера
Родилась 11 марта 2002 года в Москве. Отец — камерунец, мать — русская. В пять лет начала заниматься тхэквондо в школе московского ЦСКА, где числилась в течение следующих трёх лет. Затем, Тчато занималась футболом в секции клуба «Легион» и выступала за команду «Царицыно». Её первым тренером являлась Ирина Еленина. Со временем игра Тчато привлекла внимание тренеров сборной Москвы, куда её и пригласили. В июле 2019 года в составе сборной Москвы до 17 лет Жозе-Диана Тчато стала победительницей Спартакиады. В августе 2019 года в составе этой же сборной принимала участие в первенстве России, который проходил в Крымске.
16 августа 2019 года Жозе-Диана Тчато дебютировала в чемпионате России за «Чертаново» в матче против ижевского «Торпедо» (1:1). Уже в следующей игре футболистка отличилась первым голом в турнире, забив в ворота красноярского «Енисея» (2:1).
В ноябре 2019 года принимала участие в финальном этапе первенства России среди женских команд первого дивизиона в составе молодёжной команды «Чертаново».
С января 2022 года — игрок Молодёжного состава московского «Динамо».  10 мая 2022 года забила свой первый гол за «Динамо» в официальных матчах – в ворота ЖФК «Звезда-2005» (4:0). В составе «Динамо» стала серебряным призёром Молодёжного первенства 2022 года.
Первый матч за основную команду «Динамо» в Суперлиге провела 13 марта 2023 года против ЦСКА. В январе 2025 года ушла в аренду в «Звезду-2005».

## Карьера в сборной
Дебют в составе юношеской сборной России до 17 лет состоялся под руководством тренера Валентина Гаввы в рамках товарищеской игры против Финляндии (2:3). Приняла участие в одной игре квалификации на юношеский чемпионат Европы 2018 года. В отборочном турнире на юношеский чемпионат Европы 2019 провела 6 матчей и стала автором двух голов в ворота Сербии и Израиля, однако её команде не удалось попасть в основной раунд турнира. В игре против Швейцарии Тчато выводила команду на поле в качестве капитана. В начале второго тайма Элла Люштина ударила Тчато сзади, после чего последняя ударила соперницу в лицо. Арбитр удалил обеих футболисток с поля, а УЕФА позже дисквалифицировал россиянку на три игры.
В составе сборной России до 19 лет дебютировала 7 марта 2020 года в товарищеском матче против Ирландии (0:2).
В составе основной сборной России дебютировала 1 июля 2023 года в товарищеском матче против Китая (0:1).